# Лудолф X фон Алвенслебен
Лудолф X фон Алвенслебен (на немски: Ludolf X (Ludloff) von Alvensleben; * 1511; † 11 април 1596, дворец Хундисбург, Халденслебен) е благородник от род Алвенслебен в Саксония-Анхалт, архиепископски Магдебургски таен съветник и дворцов майстер, господар на Хундисбург, Нойгатерслебен и други в Саксония-Анхалт.

## Биография
Той е най-големият син на Гебхард XVII фон Алвенслебен († 1541) и съпругата му Фредеке фон Венден (1488 – 1551), дъщеря на Лудолф фон Венден и Маргарета фон Велтхайм. Внук е на Лудолф IV фон Алвенслебен в Калбе/Милде и Хундисбург (1421 – 1476) и Анна фон Бюлов († 1473). Брат е на хуманиста и реформатора Йоахим I фон Алвенслебен (1514 – 1588).
След следването си Лудолф започва служба при граф Хойер VI фон Мансфелд († 1540) и през 1532 г. участва в похода на император Карл V срещу турците. През 1533 г. започва дворцова служба при кардинал Албрехт († 1545) в Магдебург. През 1556 г. архиепископ Зигисмунд го прави съветник. През 1558 г. става дворцов майстер и таен съветник. След смъртта на архиепископ Зигисмунд († 1566) той се отказва от тези служби, но по-късно става съветник в Магдебург до 1592 г.
Лудолф се грижи успешно за собственостите си. При братската подялба през 1556 г. той получава чрез жребий Хундисбург и половината на собственостите в Калбе. Лудолф купува дворец Нойгатерслебен през 1573 г. от град Магдебург за 90 000 имперски талара и още 3 000 талера за благотворителност.
Той строи много. В Хундисбург, заедно с братята, си през 1544 г. строи стария дворец. През 1587 г. построява почти изцяло селската църква. В Нойгатерслебен построява през 1583 г. дворцовата капела и мелница през 1589 г. Той се грижи със съпругата си за училищата и църквата. През 1554 г. въвежда Реформацията в Хундисбург. През 1560 г. дарява в Хундисбург училище и през 1586 г. болница в Хундисбург и Нойгатерслебен.
Съпругата му Барта/Берта се занимава с животновъдството и печели капитал от 26 000 талера. Когато нейният съпруг въвежда реформацията през 1554 г. в Хундисбург, тя остава католичка и ходи на службите в манастир Алтхалденслебен, където София фон Алвенслебен (1516 – 1590), дъщеря на Матиас I фон Алвенслебен († 1552) от червената линия и Гертрауд фон Трота († 1540), е последната католическа абатиса (1558 – 1590). Малко преди смъртта си тя приема евангелската вяра.
Лудолф X фон Алвенслебен умира на 11 април 1596 г. на 85 години в Хундисбург и е погребан в църквата „Св. Андреас“ в Хундисбург. На гробния му камък той е на колене и тримата му синове и съпругата му Барта/Берта с техните пет дъщери.

## Фамилия
Лудолф X фон Алвенслебен се жени 1540 г. за Барта/Берта фон Бартенслебен (* 1514; † 30 януари 1587), дъщеря на Бусо фон Бартенслебен († 1548) и Берта фон Харденберг († 1587). Те имат осем деца:
- Гебхард XXII фон Алвенслебен (1543 – 1609), женен I. за Катарина Луция фон Пентц (имат 13 деца), II. за Хелена фон Хан, III. за София фон Манделслох
- Бусе фон Алвенслебен
- Лудолф XIV фон Алвенслебен (* 24 февруари 1554, Хундисбург; † 4 юли1626, Хундисбург)
- Барта фон Алвенслебен, омъжена за граф Хайнрих фон Арним
- Фредеке фон Алвенслебен, омъжена за Фридрих фон Ширщедт
- Армгард фон Алвенслебен, омъжена за Вернер фон дер Шуленбург
- София фон Алвенслебен († 1625), омъжена 1574 г. за Фолрат фон Крозигк († 1597)
- Елизабет фон Алвенслебен (* 1552, Шермке; † 21 декември 1609, Найндорф), омъжена 1577 г. в Найндорф за Август фон дер Асебург-Фалкенщайн-Найндорф (* 18 януари 1545, Ампфурт; † 6 август 1604, Найндорф), син на Йохан фон дер Асебург-Найндорф († 1567) и Клара фон Крам († 1579)

## Галерия
- Дворецът Хундисбург, литография от 1857 – 1859
- Дворецът Нойгатерслебен, сл. 1650
- Замъците в Алвенслебен (1937)